# أنقليس ثعباني عماني
أنقليس ثعباني عماني (الاسم العلمي: Ichthyapus omanensis) هو نوع من الأسماك، يتبع فصيلة الأنقليس الثعباني.